# トム・テレツ
トム テレツ（Tom Tellez ）は、世界を代表する陸上競技指導者である。世界新、世界タイをそれぞれ2回樹立したカール・ルイス(Carl Lewis)、世界新を2回樹立したリロイ・バレル(Leroy Burrell)を筆頭に多くの名選手を育て上げたことで世界中の陸上コーチの間では名コーチとして知られている。

## 経歴
1951年ロサンゼルス郊外にあるモンティベロ高校を卒業した。同年フラートン短期大学（1951-53 准学士）を経てウィッテイア大学（1953-1955）に編入、BA（Bachelor of Arts、学士）と中学・高校の教員免許状（理科、健康教育、体育、安全教育）を取得した。
その後兵役をはさんでチャップマン大学大学院で体育学を専攻、1968年修了した。学位はMA（Master of Arts、修士）、修士論文のテーマは「Mechanical Analysis of the shot put using Cinematography」であった。

## コーチング経験
1955年から1956年にかけてウィッテイア大学でGraduate Assistantの立場でクロスカントリーと陸上競技のコーチを始める。その後兵役に就き西ドイツ駐留中（1956-1958）の第85歩兵連隊、第10師団で各々陸上競技の指導をした（1957）。所属した連隊、師団の優勝に貢献した。名誉除隊後、ブエナ・パーク高校（Buena Park High School 1958-1961）で陸上競技部監督、アメリカンフットボールのランニングバックコーチに就任した。また教員として理科、健康教育、体育、Driving（安全教育）などの科目を教えた。
1961年からフラートン短期大学のクロスカントリー および陸上競技部専任監督に就任した。在任中に南カリフォルニア短期大学対校陸上競技選手権大会（Southern California Jr. Collegiate Track and Field Champion ships）をはじめ州のイースタン・カンファレンスでクロスカントリー2回、陸上競技で各々3回優勝を成しとげた。
1968年カリフォルニア大学ロサンゼルス校（University of California, Los Angeles）からの要請によりフィールドコーチに就任した。当時のUCLAはパシフィック8カンファレンス（日本の東京六大学のようなもの）に所属していた。ちなみに現在はパシフィック12カンファレンスとなっている。
フィールドコーチとしてパシフィック8、NCAA（National Collegiate Athletic Association）で活躍した選手を育てた。その中でも棒高跳のマイク・タリー（Mike Tully）、ロサンゼルスオリンピック (1984年) での銀メダリストらをはじめ、三段跳で世界新記録17m97を樹立したウィリー・バンクス（Willie Banks）、他の種目では砲丸投でカリフォルニア州高校新を出したシム・ネイハート（Jim Neidhart）らを指導した。
1976年ヒューストン大学男子・女子陸上競技部、クロスカントリー部監督に就任。22シーズンの在任中には多くのタイトルをもたらした。また1991年世界陸上競技選手権大会（東京）では、アメリカ代表のヘッドコーチを務めた。

## 指導実績
Fullerton Junior College 陸上競技部・クロスカントリー部監督
クロスカントリー
- 1964年
  - イースタン・カンファレンス 優勝
  - 南カリフォルニア短期大学対校戦 優勝
  - カリフォルニア州短期大学対校戦 第3位
- 1967年
  - イースタン・カンファレンス 優勝
  - カリフォルニア州短期大学対校戦 第2位

陸上競技
- 1966年 ： イースタン・カンファレンス 優勝
- 1967年 ： イースタン・カンファレンス 優勝
- 1968年
  - イースタン・カンファレンス 優勝
  - 南カリフォルニアJr. College対校戦 優勝
  - カリフォルニア州Jr. College対校戦 第2位
- 1968-1976年 ： University of California-Los Angeles (UCLA) フィールドコーチ
- 1969年 ： パシフィック8 優勝
- 1970年 ： パシフィック8 優勝
- 1971年 ： パシフィック8 優勝、NCAA 優勝
- 1972年 ： NCAA 優勝
- 1973年 ： パシフィック8 優勝、NCAA 優勝
- 1976-1999年 ： ヒューストン大学（University of Houston）男子・女子陸上競技部、クロスカントリー部監督
- 1977年 ： サウスウエスタン・カンファレンス男子室内対校選手権 総合優勝
- 1978年 ： サウスウエスタン・カンファレンス男子室内対校選手権 総合優勝
- 1982年 ： サウスウエスタン・カンファレンス女子クロスカントリー対校選手権 総合優勝
- 1983年
  - サウスウエスタン・カンファレンス女子対校選手権 総合優勝
  - サウスウエスタン・カンファレンス女子クロスカントリー対校選手権 総合優勝
- 1984年
  - サウスウエスタン・カンファレンス女子室内対校選手権 総合優勝
  - サウスウエスタン・カンファレンス女子対校選手権 総合優勝
  - サウスウエスタン・カンファレンス女子クロスカントリー対校選手権 総合優勝
- 1985年 ： サウスウエスタン・カンファレンス女子クロスカントリー対校選手権 総合第2位
- 1987年 ： サウスウエスタン・カンファレンス女子室内対校選手権 総合優勝
- 1990年 ： サウスウエスタン・カンファレンス女子対校選手権 総合優勝

## ヒューストン大学で指導したエリートアスリート
- カール・ルイス（Carl Lewis） - 1984年ロサンゼルスオリンピック、1988年ソウルオリンピック、1992年バルセロナオリンピック、1996年アトランタオリンピックとオリンピック4大会連続で金メダルを獲得した。オリンピックでの獲得メダル数は金9個銀1個である。
1984年ロサンゼルスオリンピックでは、100メートル、200メートル、走り幅跳び、400メートルリレーで4冠を達成したのはカール・ルイス以前では、ベルリンオリンピックで活躍したジェシー・オーエンス（James “Jesse” Owens）である。種目もカール・ルイスと同じ4種目であった。
- ジョー・デローチ（Joe Deloach） - 1988年ソウルオリンピック200メートル金メダリスト。
- リロイ・バレル（Leroy Burrell） - 1992年バルセロナオリンピック400メートルリレー金メダリスト　100メートル元世界記録保持者（9秒85）
- マイク・マーシュ（Mike Marsh） - 1992年バルセロナオリンピック200メートル、400メートルリレー金メダリスト　200メートル元全米記録保持者（19秒73）
- カーク・バプティスト（Kirk Baptist） - 1984年ロサンゼルスオリンピック200メートル銀メダリスト
- フランク・ラザフォード（Frank Rutherford） - 1992年バルセロナオリンピック三段跳び銅メダリスト
- キャロル・ルイス（Carol Lewis） - 1980年オリンピックボイコットゲームス走り幅跳び銀メダリスト、1983年世界陸上競技選手権大会（ヘルシンキ）走り幅跳び銅メダリスト
- ミシェル・フィン（英語版） - 1992年バルセロナオリンピック400メートルリレー金メダリスト
- サム・ジェファーソン（Sam Jefferson） - 1994年NCAA100メートル優勝
- フロイド・ハード（Floyd Herd） - 1987年世界陸上競技選手権大会（ローマ）200メートル6位入賞
- ジェニー・アダムス（英語版） - 2001年世界陸上競技選手権大会（エドモンド）100メートルハードル5位入賞
- アリシャ・ワーリック（Alisha Warrick） - 2001年棒高跳び4m50。ハーバード在学中休学し、ヒューストン大学でトレーニングを積む
- チェルシー・ハモンド（英語版） - 2008年北京オリンピック走り幅跳び4位入賞　ジャマイカ代表（二重国籍）
- タイロン・スミス（Tyrone Smith） - 2008年北京オリンピック走り幅跳び15位　2010年中央アメリカ・カリブ海競技大会走り幅跳び優勝

## 主な受賞
- National Coach of the Year by the NCAA Track and Field Coaches Association[2]
- Whittier College Athletic's Hall of Fame[6]
- Hispanic Athletic & Sports Foundation Hall of Fame[7]
- Hispanic Heritage Awards for Sports[1][8]
- Conference USA Men's Coach of the year(1997.1998)[9]
- Conference USA Women's Coach of the year(1998)[10]
- IAAF Coaching Achievement Award[11]

## その他
- ミズノヒューストントラック・クラブを創設しコーチに就任（1991-1993）
- サンタモニカトラッククラブコーチ（1972年―現在）
- マラソンランナーのアルバート・サラザール（英語版）は1988年にスプリントトレーニングの指導を受けた[12]。
- プロテニスプレーヤーのアンドレ・アガシ（Andre Kirk Agassi）は1992年にスプリントトレーニングの指導を受けた。
- 中道貴之、森長正樹は日本大学在学中にヒューストン大学に短期留学し、指導を受けた。日本大学陸上競技部は以後毎年1〜2回ヒューストン大学で合宿し、指導を受けた。
- 長嶋茂雄監督時代の読売ジャイアンツ宮崎キャンプでスプリントの指導をした（1995〜1997）[13]。